# Alsodidae
Alsodidae is een familie van kikkers. De groep werd voor het eerst wetenschappelijk beschreven door George Jackson Mivart in 1869. Oorspronkelijk werd de wetenschappelijke naam Alsodina gebruikt. De groep werd lange tijd tot de familie Cycloramphidae gerekend en werd indertijd als een onderfamilie beschouwd (Alsodinae).
Er zijn 30 soorten in drie geslachten. Regelmatig worden nieuwe soorten ontdekt, zoals de in 2015 beschreven Alsodes cantillanensis. Alle soorten komen voor in zuidelijk Noord-Amerika tot Zuid-Amerika.

## Taxonomie
Familie Alsodidae
- Alsodes
- Eupsophus
- Limnomedusa

Allophrynidae · 
Alsodidae · 
Alytidae · 
Aromobatidae · 
Arthroleptidae · 
Myobatrachidae · 
Batrachylidae · 
Blaasoppies · 
Bombinatoridae · 
Boomkikkers · 
Brachycephalidae · 
Calyptocephalellidae · 
Ceratobatrachidae · 
Ceratophryidae · 
Conrauidae · 
Craugastoridae · 
Cycloramphidae · 
Dicroglossidae · 
Echte kikkers · 
Eleutherodactylidae · 
Fluitkikkers · 
Glaskikkers · 
Gouden kikkers · 
Graafkikkers · 
Hemiphractidae · 
Hylodidae · 
Knoflookpadden · 
Limnodynastidae · 
Megophryidae · 
Mexicaanse gravende padden · 
Micrixalidae · 
Microhylidae · 
Nasikabatrachidae · 
Nieuw-Zeelandse oerkikkers · 
Nyctibatrachidae · 
Odontobatrachidae · 
Odontophrynidae · 
Padden · 
Pelodytidae · 
Petropedetidae · 
Phrynobatrachidae · 
Pijlgifkikkers · 
Ptychadenidae · 
Pyxicephalidae · 
Ranixalidae · 
Rhinodermatidae · 
Rietkikkers · 
Scaphiopodidae · 
Schuimnestboomkikkers · 
Seychellenkikkers · 
Spookkikkers · 
Staartkikkers · 
Telmatobiidae · 
Tongloze kikkers